# Ronde van Italië 2012/Twintigste etappe
De twintigste etappe van de Ronde van Italië 2012 werd verreden op 26 mei van Caldes naar de Stelviopas. Het was de koninginnenrit over een afstand van 218 km.

## Verloop
Op de eerste klim van de dag ontstond een kopgroep van veertien renners met hierin twee Nederlanders Tom-Jelte Slagter en Stef Clement en verder Oliver Zaugg, Roman Kreuziger, Damiano Caruso en Christian Vandevelde. Op de Mortirolo viel de groep uit elkaar. Zaugg kwam alleen boven.
Vlak voor de top plaatste Thomas De Gendt een versnelling. In de afdaling reed hij weer weg, samen met Andrey Amador, Matteo Carrara, Jon Izagirre, Mikel Nieve en Damiano Cunego. Ze kregen een grote voorsprong op de favorieten. De zes haalden koploper Zaugg bij. Het verschil liep op naar vier minuten. Op de beklimming bleven er met Nieve, Cunego en De Gendt nog drie man over, maar met nog twaalf kilometer voor de boeg ging De Gendt er alleen vandoor. Zijn voorsprong op de twee en op de favorieten groeide steeds aan en op een bepaald moment reed hij zelfs virtueel in de roze trui.
Het peloton merkt het gevaar en vooral Ryder Hesjedal probeert te counteren. De andere favorieten laten aanvankelijk op zich wachten.
In de eindfase zetten ze toch alles op alles om De Gendt van het podium weg te houden. Thomas De Gendt won echter comfortabel deze bergrit en nestelde zich op de vierde plaats in het klassement. Rodriguez wist zijn roze trui veilig te stellen.

## Rituitslag
| Caldes - Stelviopas (218 km) |                   |                       |          |
| Plaats                       | Naam              | Ploeg                 | Tijd     |
| Winnaar                      | Thomas De Gendt   | Vacansoleil-DCM       | 6u54'41" |
| 2                            | Damiano Cunego    | Lampre-ISD            | + 56"    |
| 3                            | Mikel Nieve       | Euskaltel-Euskadi     | + 2'50"  |
| 4                            | Joaquím Rodríguez | Team Katjoesja        | + 3'22"  |
| 5                            | Michele Scarponi  | Lampre-ISD            | + 3'34"  |
| 6                            | Ryder Hesjedal    | Team Garmin-Barracuda | + 3'36"  |
| 7                            | John Gadret       | AG2R-La Mondiale      | + 4'29"  |
| 8                            | Rigoberto Urán    | Sky ProCycling        | + 4'53"  |
| 9                            | Sergio Henao      | Sky ProCycling        | + 4'55"  |
| 10                           | Ivan Basso        | Liquigas-Cannondale   | z.t.     |
|                              |                   |                       |          |
| 39                           | Tom-Jelte Slagter | Rabobank              | + 22'17" |

## Klassementen
| Algemeen klassement |                    |                       |           |
| Plaats              | Naam               | Ploeg                 | Tijd      |
| Roze trui           | Joaquím Rodríguez  | Team Katjoesja        | 91u04'16" |
| 2                   | Ryder Hesjedal     | Team Garmin-Barracuda | +31"      |
| 3                   | Michele Scarponi   | Lampre-ISD            | +1'51"    |
| 4                   | Thomas De Gendt    | Vacansoleil-DCM       | +2'18"    |
| 5                   | Ivan Basso         | Liquigas-Cannondale   | +3'18"    |
| 6                   | Damiano Cunego     | Lampre-ISD            | +3'43"    |
| 7                   | Rigoberto Urán     | Sky ProCycling        | +4'52"    |
| 8                   | Domenico Pozzovivo | Colnago-CSF Bardiani  | +5'47"    |
| 9                   | Mikel Nieve        | Euskaltel-Euskadi     | +5'56"    |
| 10                  | John Gadret        | AG2R-La Mondiale      | +6'43"    |
|                     |                    |                       |           |
| 30                  | Tom-Jelte Slagter  | Rabobank              | +56'53"   |

| Puntenklassement |                   |                       |        |
| Plaats           | Naam              | Ploeg                 | Punten |
| Rode trui        | Joaquím Rodríguez | Team Katjoesja        | 139    |
| 2                | Mark Cavendish    | Sky ProCycling        | 138    |
| 3                | Ryder Hesjedal    | Team Garmin-Barracuda | 103    |
|                  |                   |                       |        |
| 6                | Thomas De Gendt   | Vacansoleil-DCM       | 64     |
| 12               | Martijn Keizer    | Vacansoleil-DCM       | 48     |

| Bergklassement |                  |                           |        |
| Plaats         | Naam             | Ploeg                     | Punten |
| Blauwe trui    | Matteo Rabottini | Farnese Vini–Selle Italia | 84     |
| 2              | Stefano Pirazzi  | Colnago-CSF Bardiani      | 44     |
| 3              | Andrey Amador    | Team Movistar             | 43     |
|                |                  |                           |        |
| 10             | Thomas De Gendt  | Vacansoleil-DCM           | 21     |
| 31             | Stef Clement     | Rabobank                  | 7      |

| Jongerenklassement |                    |                         |           |
| Plaats             | Naam               | Ploeg                   | Tijd      |
| Witte trui         | Rigoberto Urán     | Sky ProCycling          | 91u09'08" |
| 2                  | Sergio Henao       | Sky ProCycling          | +2'28"    |
| 3                  | Gianluca Brambilla | Colnago-CSF Bardiani    | +8'36"    |
|                    |                    |                         |           |
| 8                  | Tom-Jelte Slagter  | Rabobank                | +52'01"   |
| 22                 | Julien Vermote     | Omega Pharma-Quick Step | +3u05'58" |

| Ploegenklassement |                |            |
| Plaats            | Ploeg          | Tijd       |
|                   | Lampre-ISD     | 272u34'29" |
| 2                 | Team Movistar  | +8'53"     |
| 3                 | Sky ProCycling | +38'53"    |

1e etappe ·
2e etappe ·
3e etappe ·
4e etappe ·
5e etappe ·
6e etappe ·
7e etappe ·
8e etappe ·
9e etappe ·
10e etappe ·
11e etappe ·
12e etappe ·
13e etappe ·
14e etappe ·
15e etappe ·
16e etappe ·
17e etappe ·
18e etappe ·
19e etappe ·
20e etappe ·
21e etappe
Startlijst · Eindstanden · Afbeeldingen